# Elizabeth Billington
Pour les articles homonymes, voir Billington.
Elizabeth Billington, née Weichsel est une cantatrice britannique, soprano colorature. Née à Londres le 27 décembre 1765, elle est décédée à Venise le 25 août 1818.

## Biographie
Fille d'un clarinettiste allemand, Carl Weichsel membre de l'orchestre du King's Theatre, et d'une chanteuse élève de J. C. Bach, Billington étudie le piano et montre un talent précoce pour la composition. Elle devient ensuite l'élève d'un contrebassiste et maître de chant, James Billington, qu'elle épouse en 1783.
Elle débute à Dublin puis à Covent-Garden, connaît de premier succès à Paris avant de revenir à Londres où sa rivalité avec Elizabeth Mara fait discuter dans les salons.
Elle quitte l'Angleterre pour l'Italie et Naples en particulier où elle est la vedette du Teatro San Carlo, tout en partageant la scène avec Giuseppina Grassini. Elle crée des opéras de Ferdinando Paër, de Giovanni Paisiello et de Guglielmi. De 1795 à 1799, elle parcourt l'Italie avec un succès croissant, jusqu'à la Scala. Elle revient à Londres en 1801, auréolée de succès. Elle se produit alors en alternance, une soirée sur deux, à Covent Garden et à Drury Lane, pour des cachets considérables de 2000 livres sterling.
L'arrivée de la Grassini à Londres marque le début du déclin de Billington, l'italienne étant une remarquable tragédienne avec un contralto aux accents profonds.
Billington fait ses adieux à la scène le 20 mars 1806 lors de la première londonienne de La Clemenza di Tito. Elle se retire définitivement en 1814. Elle se retire près de Venise où elle avait acquis une villa. Elle y meurt en 1818.